# Disporella fimbriata
Disporella fimbriata is een mosdiertjessoort uit de familie van de Lichenoporidae. De wetenschappelijke naam van de soort is voor het eerst geldig gepubliceerd in 1875 door Busk.